# William Gott
Pour les articles homonymes, voir Gott.
William Henry Ewart "Strafer" Gott (né le 13 août 1897, mort le 7 août 1942) était un lieutenant-général britannique de la Seconde Guerre mondiale. Il a reçu plusieurs médailles et titres : l'Ordre du Bain, l'Ordre de l'Empire britannique, l'Ordre du Service distingué et la Croix militaire. Il devait normalement prendre le commandement des troupes britanniques au Moyen-Orient en 1942 à la place de Claude Auchinleck mais l'avion qui le transportait fut abattu par un chasseur allemand.

## Biographie
En tant qu'officier du King's Royal Rifle Corps (KRRC), Gott effectua son service en France au sein de la force expéditionnaire britannique durant la Première Guerre mondiale.
Il arrive en Égypte en 1939 avec le rang de lieutenant-colonel à la tête du 1er bataillon du KRRC. Ses grades furent successivement officier de l'état-major général de niveau I, commandant du groupe de support (brigadier) puis officier commandant (major-général) de la 7e division blindée (les « rats du désert »). Gott fut promu lieutenant-général et reçut le commandement du XIIIe corps britannique au début de l'année 1942. Il mena ces troupes lors de la bataille de Gazala et la première bataille d'El Alamein.
En août 1942, le premier ministre Winston Churchill retira le commandement des troupes au Moyen-Orient et de la 8e armée à Claude Auchinleck. La personnalité impétueuse et quelque peu agressive de Gott plaisait à Churchill qui avait prévu de le placer à la tête de la 8e armée. Gott était d'ailleurs surnommé Strafer (le « mitrailleur ») en raison de sa fougue.
Auchinleck émit des réserves, de même qu'Alan Brooke, alors chef de l'état-major général impérial, qui voyaient en Gott un officier qui ne serait pas en mesure de mener correctement des opérations de grande envergure, avec en fond le contexte confus de la guerre en Afrique du Nord avant et après la première bataille d'El Alamein. Même si Gott était un officier de qualité à la tête d'une seule grosse unité, ses adversaires ne le voyaient pas apte à mettre en œuvre la coopération et la coordination nécessaires entre les différents intervenants de l'armée.
Avant même qu'il ne puisse accéder à son poste, Gott fut tué lorsque son avion fut abattu par un chasseur allemand Me 109 alors qu'il retournait au Caire depuis le champ de bataille. Il survécut au crash du transporteur et essaya de secourir les autres occupants de l'appareil mais fut abattu par les mitrailleuses de l'escadron de chasseurs. Seules 5 personnes sur 18 s'en sortirent.
Son remplaçant fut le lieutenant-général Bernard Montgomery plébiscité par Alan Brooke, bien que Churchill lui préférait Henry Wilson.